# Мороній

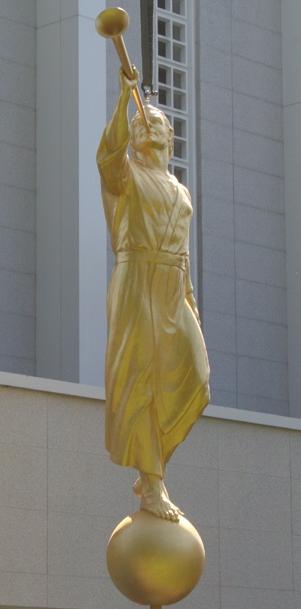
Бернський храм. Статуя ангела Моронія. Швейцарія

Мороній (англ. Moroni) — у Книзі Мормона останній нефійський пророк і полководець, який жив у Північній Америці наприкінці четвертого — початку п'ятого століття. Теологія Руху святих останніх днів уважає, що після своєї смерті Мороній воскрес і став ангелом. Джозеф Сміт і троє свідків свідчили також, що бачили Моронія у вигляді ангела світла.

## Земне життя
Мороній був сином Мормона, пророка, ім'ям якого названа Книга Мормона. Мороній був названий на честь Капітана Моронія, який фігурує в попередніх главах Книги Мормона. Мороній служив під проводом свого батька, який був головнокомандуючим в останній битві між нефійцями й ламанійцями, і очолював загін в 10 тисяч людей. Після поразки нефійців Мороній був змушений переховуватися й мандрувати від місця до місця, щоб його не вбили перемігші ламанійці.
Мороній також одержав доручення від батька завершити літопис нефійців, яку вів Мормон. Мороній написав глави 8 і 9 Книги Мормона (частина Книги Мормона, написана Мормоном), повністю Книгу Моронія і вступ до Книги Мормона. Він також написав Книгу Ефера, яка являє собою короткий переказ літопису Яредійців з великими коментарями Моронія, особливо в главах 4, 5, 8 і 12.
Мороній стверджував, що бачив Ісуса, говорив з ним віч-на-віч, і Христос показав йому майбутнє. Звертаючись прямо до нинішніх читачів Книги Мормона, Мороній пише: «От, я говорю з вами так, начебто ви тут, хоча вас тут немає. Але от, Ісус Христос показав вас мені, і я знаю ваші справи» Мормон 8:35.
Завершивши літопис, написаний на золотих пластинах, Мороній помістив їх у кам'яну скриню й закопав її на пагорбі на території теперішнього графства Онтаріо у штаті Нью-Йорк. Сьогодні на цьому місці піднімається 12 — метровий пам'ятник Моронію із граніту й бронзи, а пагорб відомий як Кумора. (Далеко не всі Святі останніх днів вірять у те, що це та сама Кумора, про яку говориться в Книзі Мормона.)

## Ангел

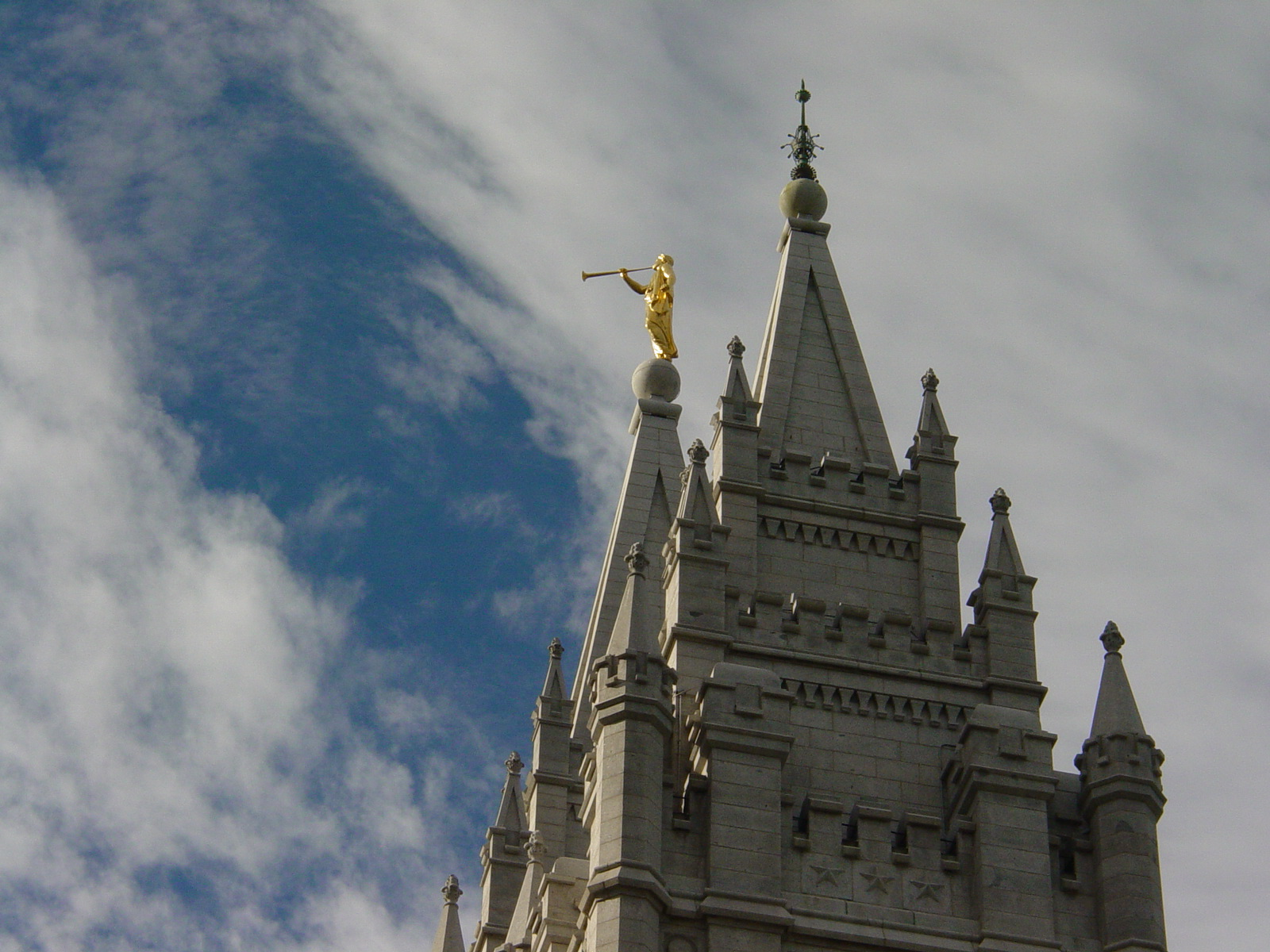
Пророк Мороній на вершині Храму в Солт-Лейк-Сіті

Уночі 21 вересня 1823 року Мороній з'явився Джозефу Сміту-молодшому, який згодом став засновником мормонізму, і розповів йому про Золоті пластини, зариті на пагорбі, який перебував усього в декількох милях від будинку Смітів. Протягом наступних шести років Мороній відвідав Сміта не менш 20 разів. Після того, як Джозеф нібито переклав частину тексту (одну третину або дві третини, за різними джерелами) і назвав його Книгою Мормона, він повернув пластини Моронию.
Завдяки його сприянню у відновлені Євангелія Моронія звичайно асоціюють із ангелом, згаданим в Одкровенні 14:6: "І побачив я іншого Ангела, що летить посеред неба, який мав Вічне Євангеліє, щоб благовістити живучим на землі й усякому племені й коліну, і мові й народу ".
Зображення ангела Моронія, що дме в трубу, широко використовується як неофіційний символ Церкви Ісуса Христа Святих останніх днів. Мороній також зображений на обкладинках деяких видань Книги Мормона, його статуї встановлено на вершині багатьох храмів Святих останніх днів обличчям на схід.